# Wálter Elizondo
Wálter Elizondo   (Cartago, 4 de novembre de 1942 - 20 de novembre de 2018) fou un futbolista costa-riqueny de la dècada de 1960.
Fou 43 cops internacional amb la selecció de Costa Rica.
Pel que fa a clubs, destacà a Orión, Saprissa, Alajuelense, Herediano i Cartaginés.
Fou entrenador a Cartaginés (1977-1979) i Saprissa (1981–1982).
El seu pare Guillermo Elizondo Gómez també fou futbolista.